# Jamie Bartlett
Jamie Bartlett (Maidenhead, 9 de julho de 1966 – Joanesburgo, 23 de maio de 2022) foi um ator sul-africano.

## Filmografia
- Red Dust, 2004
- Prey (Caçados), 2007

## Morte
Jamie Bartlett morreu subitamente em 23 de maio de 2022, aos 55 anos. Após uma autópsia, concluiu-se que Bartlett morreu de parada cardíaca.
1. ↑  «Secret of Famous Actor David Genaro's Cause of Death». US day News (em inglês). 23 de maio de 2022. Consultado em 2 de junho de 2022
2. ↑  «Rhythm City actor Jamie Bartlett has died, aged 55». TimesLIVE (em inglês). Consultado em 2 de junho de 2022
3. ↑  «RIP: Former 'Rhythm City' actor Jamie Bartlett has passed away». The South African (em inglês). 23 de maio de 2022. Consultado em 2 de junho de 2022
4. ↑  Maako, Keitumetse. «Jamie Bartlett's cause of death revealed». Channel (em inglês). Consultado em 2 de junho de 2022